# Johann Künzle
Ne doit pas être confondu avec Johannes Künzle.
Pour les articles homonymes, voir Künzle.
Johann Künzle ou Johannes Künzle, né le 3 septembre 1857 à Hinterespen et mort le 7 janvier 1945 à Zizers, est un prêtre catholique et herboriste suisse.
Considéré comme le pionnier suisse de la phytothérapie, il est notamment connu pour son ouvrage Bonnes et mauvaises herbes.

## Biographie

### Origines et famille
Johann ou Johannes Künzle naît le 3 septembre 1857 à Hinterespen, dans le canton de Saint-Gall. Il est originaire de Gossau, dans le même canton. Il est le douzième de sa fratrie.
Son père, Johann ou Anton, est paysan et jardinier ; sa mère, née Anna Maria Fürer, est originaire d'Appenzell.

### Études
Ayant perdu son père jeune, il ne peut faire des études que grâce au soutien de deux de ses frères aînés,.
Après le collège à Saint-Gall, puis à partir de 1874 à Einsiedeln, où il obtient sa maturité en 1877, il fait des études de théologie à l'université de Louvain et le grand séminaire à l'Université de Saint-Gall de 1877 à 1880.

### Parcours ecclésial et activités d'herboriste
Ordonné prêtre le 2 avril 1881 par Carl Johann Greith, il donne sa première messe en 1881, puis officie comme prêtre dans plusieurs paroisses du canton de Saint-Gall (notamment à Gommiswald, Mels, Kirchberg, Libingen et Amden) et d'autres cantons de Suisse orientale (notamment à Herisau).
Il exerce accessoirement comme herboriste, notamment à Wangs de 1909 à 1920, bien qu'il n'ait jamais étudié les sciences naturelles : il tire une bonne partie de ses connaissances d'un ouvrage médicinal de Jacobus Theodorus Tabernaemontanus qu'il acquiert aux enchères vers 1900. Après s'être vu ordonner par l'Église d'abandonner cette activité, il quitte la prêtrise en 1920 pour s'y consacrer entièrement.
Son officine de Zizers, spécialisée en plantes sauvages indigènes, devient une entreprise importante, qui confectionne notamment les comprimés à base de plantes « Lapidar » et de nombreuses infusions. Le corps médical obtient cependant l'interdiction judiciaire de cette pratique et la condamnation du prêtre à une lourde amende (500 francs). Celui-ci lance avec ses patients une initiative populaire pour autoriser l'exercice de la médecine naturelle dans les Grisons, initiative plébiscitée en votation le 30 avril 1922 par 12 607 voix contre 8 435, malgré l'opposition du gouvernement et du parlement. La loi qui en découle, encore en vigueur en 1995, est connue sous le nom de lex Künzle,. Johann Künzle passe alors un examen de praticien de santé le 10 juillet 1922.
À la fin de sa vie, il confie la direction de son entreprise à sa nièce, Christine Abbondio-Künzle (de), qui la transforme en société anonyme en 1939 en raison d'une procédure pour fraude fiscale qui débouchera sur un redressement de plusieurs centaines de milliers de francs. Les héritiers de l'herboriste déplacent en 1954-55 le siège de l'entreprise à Quartino, dans le canton du Tessin,. Elle devient en 2000 Curé-herboriste Künzle SA.

### Positionnement théologique et politique
En théologie, Johann Künzle est un antimoderniste ; en politique, il sympathisait avec les régimes autoritaires de son temps.

### Ouvrages
L'ouvrage Bonnes et mauvaises herbes (Chrut und Uchrut), paru en 1911 et traduit dans les trois autres langues nationales suisses, est tiré au total à plus de deux millions d'exemplaires, ce qui rend son auteur célèbre.
Son Grosses Kräuterheilbuch (1945) se vend à plus de 250 000 exemplaires et son Volkskalender, qui paraît à partir de 1918, atteint des tirages de 200 000 unités.

### Mort et sépulture
Il meurt le 7 janvier 1945 à Zizers, dans le canton des Grisons, à l'âge de 87 ans.
Il est inhumé à Wangs, dans le canton de Saint-Gall, le 11 janvier 1945 conformément à ses dernières volontés,. Son buste funéraire est l’œuvre de Fiorenzo Abbondio (de), l'époux de sa nièce.

## Postérité
Une fondation à son nom, créée en 1980 et sise à Locarno, au Tessin, soutient les personnes âgées résidant en établissement médico-social.
Une association sise à Wangs est créée en 2005 pour perpétuer sa mémoire.